# Aguilar de Campoo
Aguilar de Campoo és un municipi de la província de Palència, a la comunitat autònoma de Castella i Lleó.

## Pedanies
Aquest municipi comprèn el nucli capçalera (Aguilar de Campoo) i 28 pedanies (població segons INE 2006):
- Aguilar de Campoo (6.509 hab),
- Barrio de San Pedro (10 hab),
- Barrio de Santa María (51 hab),
- Cabria (41 hab),
- Canduela (38 hab),
- Cordovilla (12 hab),
- Corvio (19 hab),
- Cozuelos de Ojeda (55 hab),
- Foldada (12 hab),
- Gama (11 hab),
- Grijera,
- Lomilla (35 hab),
- Matalbaniega (4 hab),
- Matamorisca (33 hab),
- Mave (58 hab),
- Menaza (30 hab),
- Nestar (41 hab),
- Olleros de Pisuerga (66 hab),
- Pozancos (30 hab),
- Puentetoma (14 hab),
- Quintanas de Hormiguera (17 hab),
- Renedo de la Inera,
- Santa María de Mave (29 hab),
- Valdegama (10 hab),
- Vallespinoso (34 hab),
- Valoria de Aguilar (47 hab),
- Villacibio (9 hab),
- Villanueva de Henares (51 hab),
- Villavega de Aguilar (37 hab).

## Demografia
| 1900  | 1998  | 1999  | 2000  | 2001  | 2002  | 2003  | 2004  | 2005  | 2006  | 2007  | 2009  | 2011  | 2013  | 2015  | 2017  | 2019  | 2021  |
| ----- | ----- | ----- | ----- | ----- | ----- | ----- | ----- | ----- | ----- | ----- | ----- | ----- | ----- | ----- | ----- | ----- | ----- |
| 1.571 | 7.734 | 7.734 | 7.643 | 7.589 | 7.565 | 7.426 | 7.346 | 7.308 | 7.303 | 7.263 | 7.242 | 7.226 | 7.160 | 7.033 | 6.916 | 6.744 | 6.711 |